# سوسمار قره‌داغ
سوسمار قره‌داغ (نام علمی: Karatausuchus) نام یک سرده از تیره نابجاخزندگان است.